# Man (departamento)
Man é um dos seis departamentos da Tonkpi (região) no Montagnes (distrito), Costa do Marfim. Em  2014, sua população era 334,166 e sua sede é o assentamento de Man. As sub-prefeituras do departamento são Bogouiné, Fagnampleu, Gbangbégouiné-Yati, Logoualé, Man, Podiagouiné, Sandougou-Soba, Sangouiné, Yapleu, Zagoué, e Ziogouiné.

## História

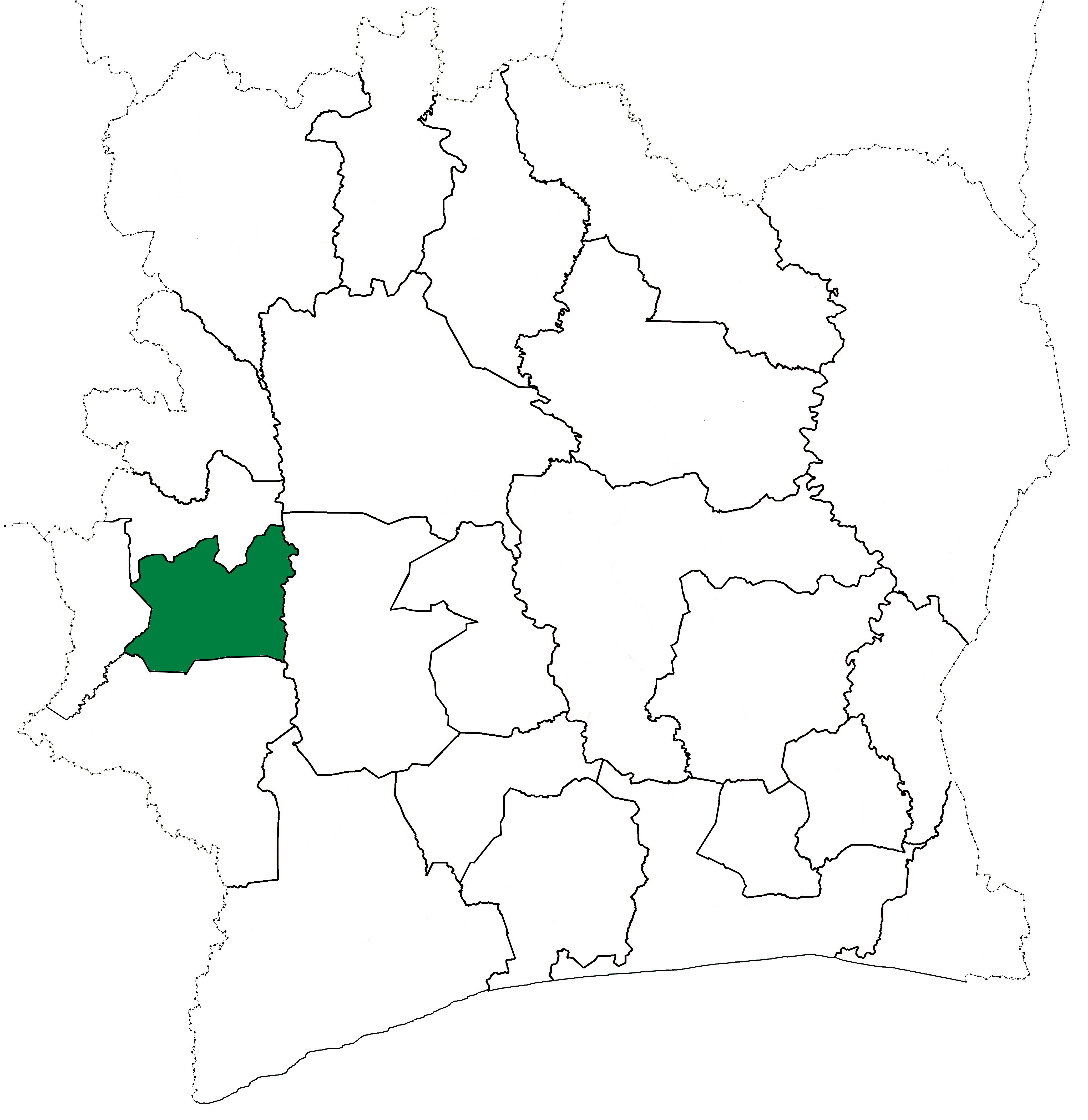
Departamento de Man, após sua criação em 1969. Manteve esses limites até 1988, mas outros departamentos começaram a ser divididos em 1974.

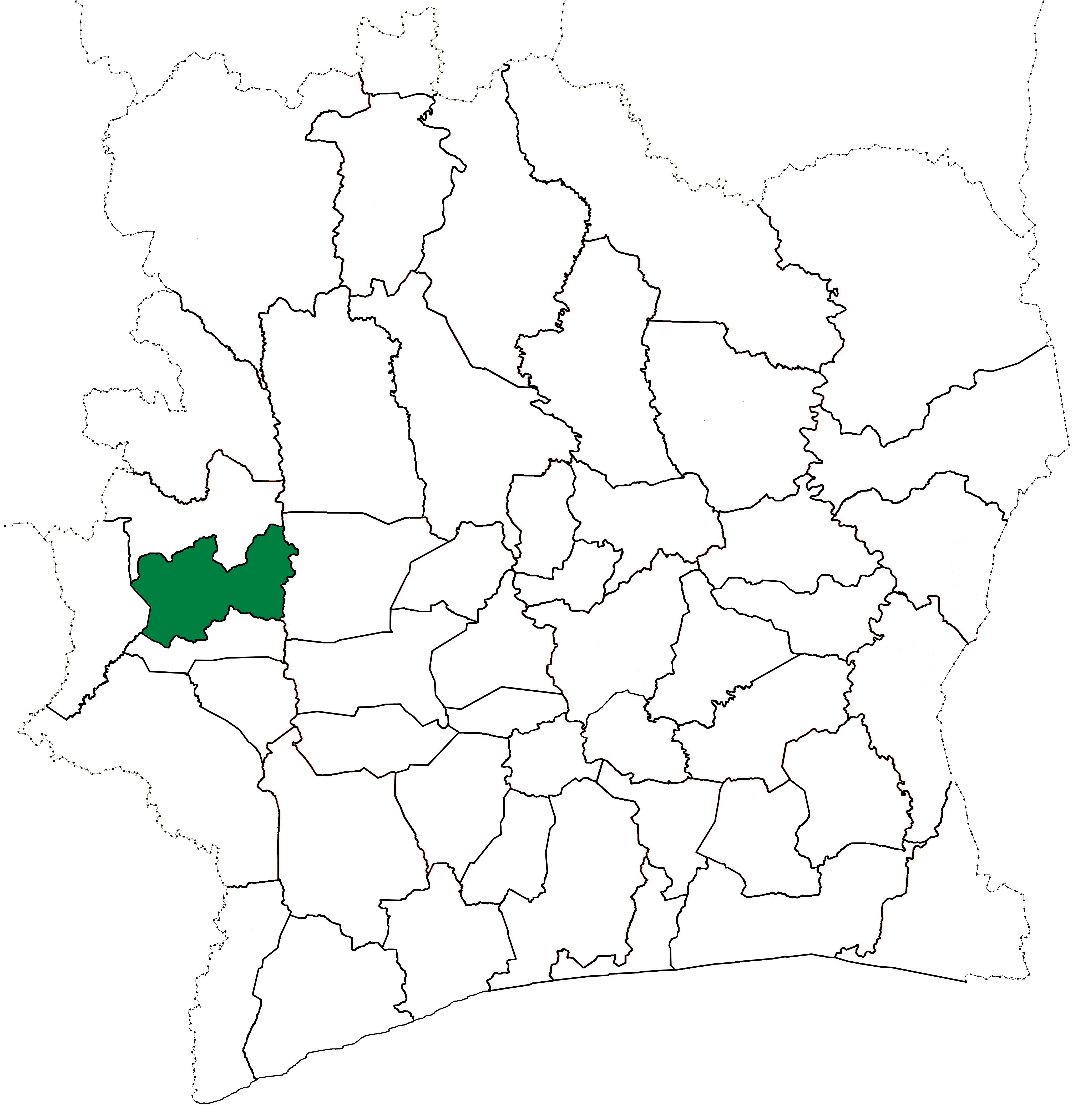
Departamento de Man de 1988 a 2005. (Outros limites de subdivisão começaram a mudar em 1995.)

O Departamento de Man foi criado em 1969 como um dos 24 novos departamentos que foram criados para ocupar o lugar dos seis departamentos que estavam sendo abolidos. Foi criado a partir de um território que anteriormente fazia parte do Ouest (departamento). Usando os limites atuais como referência, de 1969 a 1988 o departamento ocupou o seguinte território: todos da Guémon (região), com a exceção do Duékoué (departamento); além do atual Departamento de Man.
Em 1988, o Departamento de Man foi dividido para criar Bangolo (departamento). Em 1997, regiões foram introduzidos como novas subdivisões de primeiro nível da Costa do Marfim; Como resultado, todos os departamentos foram convertidos em subdivisões de segundo nível. O Departamento de Homens foi incluído como parte da Dix-Huit Montagnes (região).
O Departamento de Man foi novamente dividido em 2005 para criar o Kouibly (departamento). 
Em 2011, distritos foram introduzidos como novas subdivisões de primeiro nível da Costa do Marfim. Ao mesmo tempo, as regiões foram reorganizadas e tornaram-se subdivisões de segundo nível e todos os departamentos foram convertidos em subdivisões de terceiro nível. Neste momento, o Departamento de Man tornou-se parte da Tonkpi (região) no Montagnes (distrito).